# 钝萼附地菜
钝萼附地菜（学名：Trigonotis amblyosepala）是紫草科附地菜属的植物，是中国的特有植物。分布在中国大陆的华北、东北、西北等地，一般生于灌丛、田间、低山山坡草地、林缘或荒野，目前尚未由人工引种栽培。